# Zweiradmechatroniker

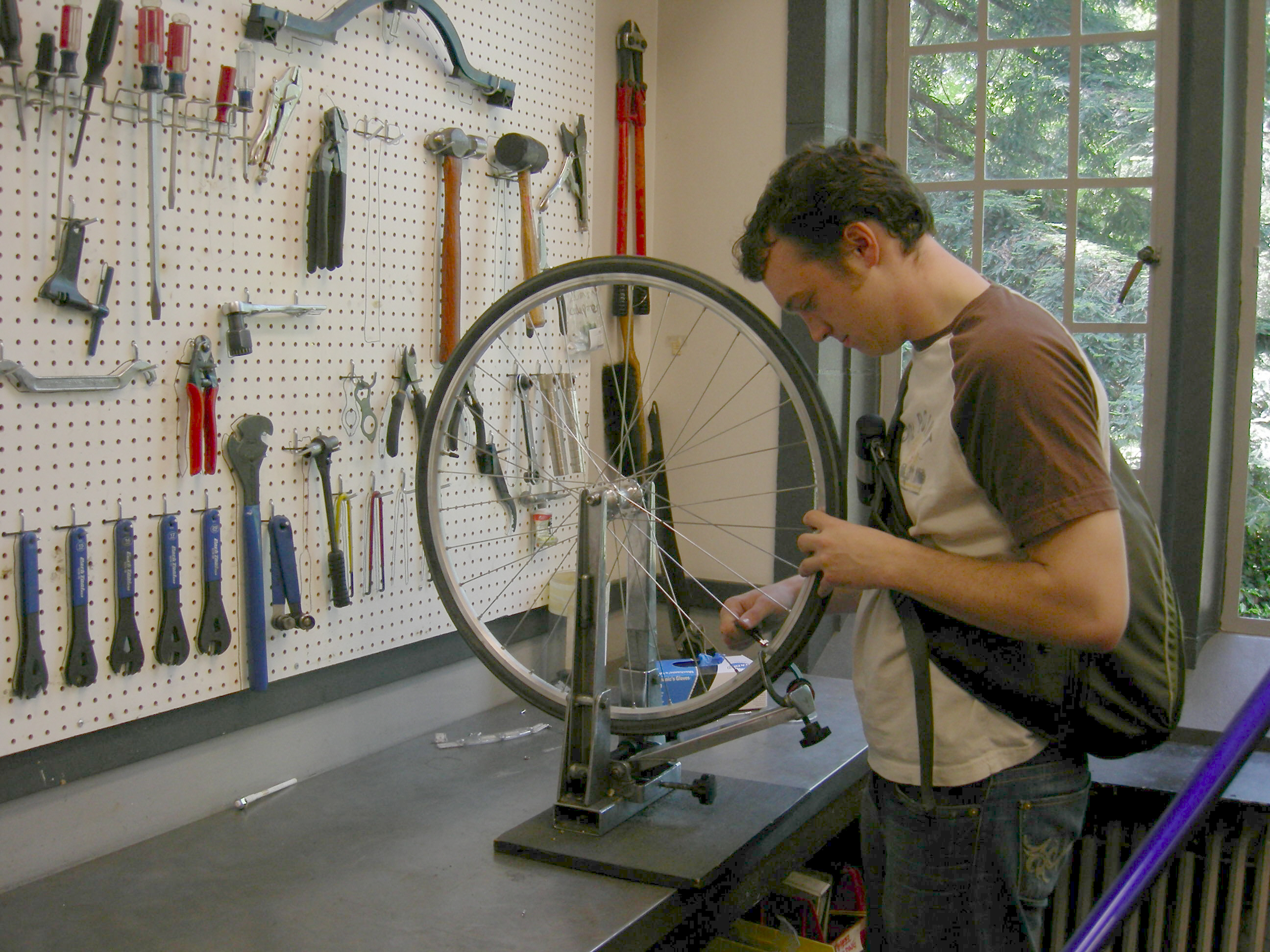
Zentrieren einer Fahrradfelge

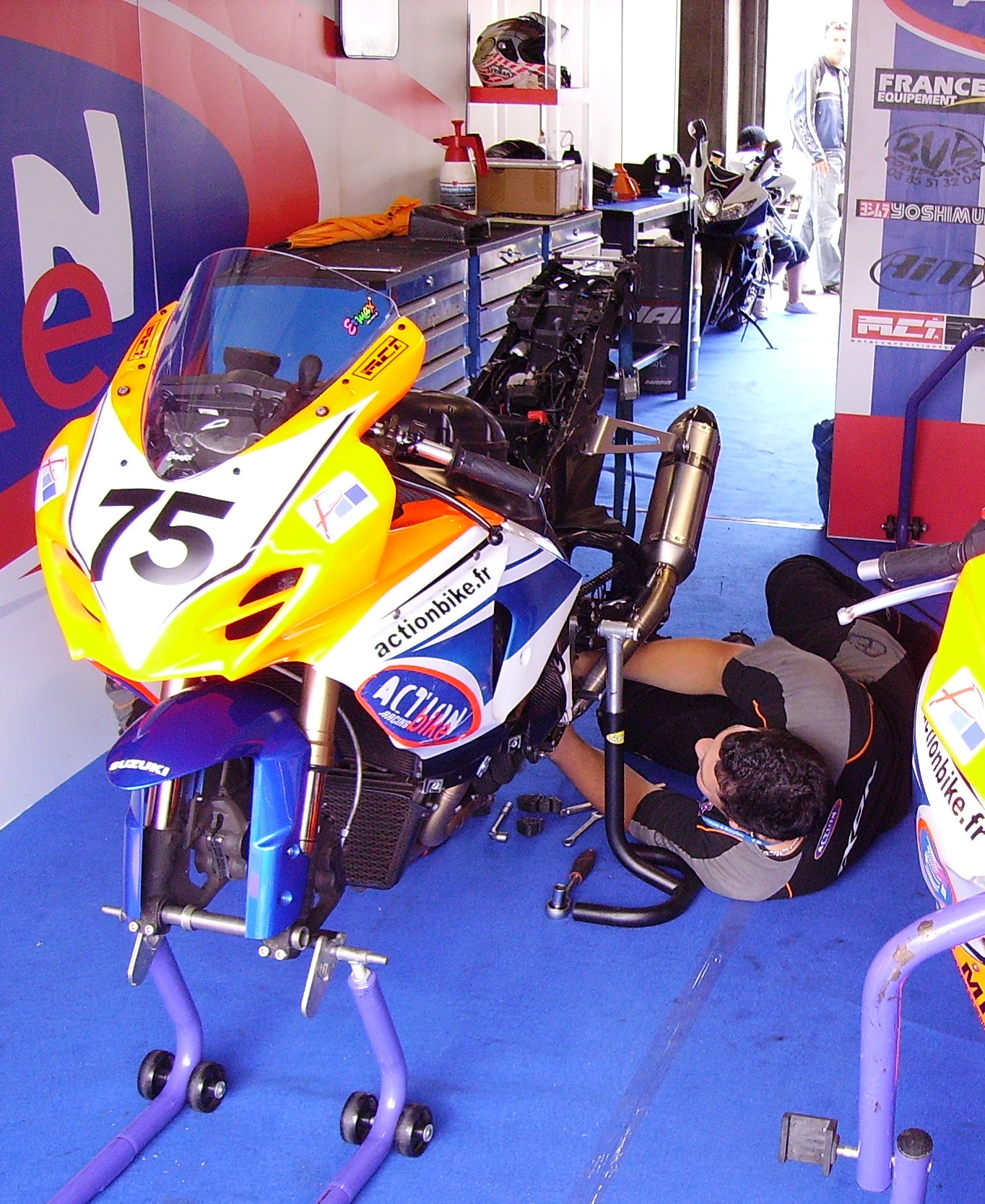
Reparatur eines Rennmotorrades

Zweiradmechatroniker (seit 1. November 2014 schrittweise Umstellung vom früheren Zweiradmechaniker) ist ein anerkannter Ausbildungsberuf in Deutschland.
Die Umbenennung von Mechaniker in Mechatroniker trägt den fortschreitend komplexer werdenden elektrischen und elektronischen Einrichtungen an Zweirädern Rechnung. Elektronische Steuergeräte an Motorrädern und elektrisch unterstützten Fahrrädern (Pedelec) stellen hier die größten Veränderungen dar.

## Deutschland
Bundesweit einheitlich durchläuft der Zweiradmechatroniker in Industrie oder Handwerk eine 3½-jährige Ausbildung, wobei er sich auf die Fachrichtungen Fahrradtechnik oder Motorradtechnik spezialisieren kann.

### Fachrichtung Fahrradtechnik
Als Zweiradmechatroniker Fachrichtung Fahrradtechnik beschäftigen sie sich mit nicht motorisierten Zweirädern bzw. solchen mit Verbrennungsmotoren Saxonette als auch elektrobetriebenen Hilfsmotoren (E-Bikes/Pedelec), die mit Elektromotoren ausgestattet sind, und stellen gegebenenfalls auch Komplettfahrzeuge aus Einzelkomponenten her.

### Fachrichtung Motorradtechnik
Als Zweiradmechatroniker Fachrichtung Motorradtechnik beschäftigen sie sich mit motorisierten Zweirädern und prüfen über die genannten Aufgaben hinaus Motoren – in der Regel Verbrennungsmotoren und Elektromotorbetriebene – und deren Subsysteme, warten diese und setzen sie gegebenenfalls in Stand.

### Fahrradmonteur
Der schulische Teil der zweijährigen Ausbildung zum Fahrradmonteur findet meist gemeinsam mit den ersten beiden Lehrjahren zum Zweiradmechatroniker statt. Nach bestandener Abschlussprüfung kann der angehende Fahrradmonteur seine Ausbildung im Ausbildungsberuf Zweiradmechatroniker in der Fachrichtung Fahrradtechnik anfangen.

### Weiterbildungsmöglichkeiten
- Zweirad-Servicetechniker[2]
- Zweiradmechanikermeister[3]